# Си ту тимажин
Си ту тимажин (фр. Si tu t'imagines) је српски кратки филм из 2004. године. Режију је урадила Маја Милош која је и написала и сценарио. Преведено са француског језика назив филма је „,Ако замислиш себе“.